# Tom James
Tom James, MBE (* 11. března 1984, Cardiff, Spojené království) je britský veslař.
Byl členem posádky čtyřky bez kormidelníka, která na olympijských hrách 2008 a 2012 získala zlatou medaili. Je též mistrem světa z roku 2011 na čtyřce bez kormidelníka.